# 藤川京子
藤川京子（ふじかわ きょうこ、1977年12月19日 - ）は、日本のグラビアアイドル、競馬ジャーナリスト。
身長164cm、スリーサイズはB84（D-cup） W60 H84。靴のサイズは23.5cm、血液型はA型。J&Cエンターテイメント所属。東京都出身。

## 来歴とエピソード
- 2002年デビュー。グラビアアイドルとして過激な写真集やDVDを出版し、限界寸前の着エロで世の男性をトリコにした。
- 競馬に対する造詣も深く、TX『激生!スポーツTODAY』の競馬コーナー解説役や、スポーツニッポン（大阪版）、リアルスポーツ等にコラムを執筆している。また、2005年11月よりラジオ関西で競馬展望番組『藤川京子のビューティフル競馬』（土曜16:30 - 17:00）のメインパーソナリティーとしてレースの解説など担当している。
- 2010年7月放送の関西ローカル放送の『今ちゃんの『実は・・・』』のロケで、漫才師千鳥のノブにほかの歴戦の予想屋をよそに90万円の1点買いをさせ、見事的中。350万円に増やすことに成功。

## 出演

### テレビ
- アフリカの夜（1999年、CX）
- 激生!スポーツTODAY（2003年、TX）
- 東京ワンダーホテル（2004年、NTV）
- Se-女!2（2004年、TX）
- GO!GO!HEAVEN!（2005年、TX）
- 恋する!?キャバ嬢（2006年、TX）
- ウイニング競馬（2007年、TX）
- あらびき団（2009年、TBS）
- エンタの天使（2009年、NTV） - キャッチコピーは「破天荒すぎる美女議員」
- 競馬予想TV!（2009年、フジテレビONE）
- うまプロ!（2010年、CX）
- 踊る!さんま御殿!!（2013年、NTV）
- 連続テレビ小説・まれ 第132話（2015年8月29日、NHK）
- 警視庁捜査一課9係 season12 第3話（2017年4月26日、EX）

### ラジオ
- 藤川京子のビューティフル競馬（ラジオ関西）
- みんなでシッカリ財形ライフ！（ラジオNIKKEI、2012年4月3日 - 2012年6月26日）

## 作品

### DVD
- もっと…（三和出版）
- ちょっとだけよ。（竹書房）
- もっともっと!（三和出版）
- 鉄板
- 開放（バウハウス）
- 月のシンデレラ（日本メディアサプライ）
- マッパGo!Go!Go!（ぶんか社）
- 限界（2005年8月、ジーオーティ）
- 限界2 ギリギリアウト!（ジーオーティ）

## 書籍
- 非ジョーシキな女（2011年9月19日、メタモル出版）ISBN 978-4895958035

### 写真集
- 全開 ZENKAI（2002年8月、バウハウス、撮影：野澤亘伸）ISBN 978-4894619104
- 大全開 DAIZENKAI（2003年3月、バウハウス、撮影：野澤亘伸）ISBN 978-4894619418
- 超全開 Remix（2004年12月、メディア・クライス）ISBN 978-4894619876
- UHアルティメット・ヒロインズ/究極乙女 VOL.2/藤川京子（2003年、三和出版、撮影：野澤亘伸）
- 激生（2003年8月、学習研究社、撮影：小塚毅之）ISBN 4054021247
- マッパGo!Go!Go!（2004年11月、ぶんか社、撮影：野沢亘伸）ISBN 978-4821126408
- 全開伝説（2005年3月、バウハウス、撮影：野沢亘伸、篠原潔、前村竜二）ISBN 978-4778803049
- 爆露（2006年4月、彩文館出版、撮影：篠原潔、サトウテツオ）ISBN 9784775601181

## イメージタレント
- BBchatTV イメージタレント